# Guanzi (livre)
Pour les articles homonymes, voir Guanzi.
Le Guanzi 管子 est une encyclopédie composée de textes remontant à l’époque des Royaumes combattants, représentant les idées des différents courants de pensée de l’Académie Jixia de l’État de Qi au Shandong. On peut faire remonter sa forme actuelle à l'érudit Liu Xiang qui l'a édité vers -26. Il tire son nom de Guan Zhong (? - 645 av. J.-C.), ministre de Qi durant la période des Printemps et des Automnes (春秋), réputé pour sa sagesse et les réformes qu’il avait entreprises avec succès dans le pays, à qui les compilateurs ont voulu l’attribuer. 
La version actuelle, divisée depuis les Han au moins en quatre-vingt-six chapitres (dont dix vides, le texte étant perdu) répartis en huit grandes sections, n’est qu’une partie de ce qui existait à l’origine, mais il est difficile d’évaluer l’étendue des pertes d’après les catalogues des bibliothèques impériales car les chapitres ont fait l’objet de subdivisions et regroupements. Il a été glosé par Yi Zhizhang (尹知章) puis par Fang Xuanling (房玄齢, fáng xuánlíng).
Conformément à sa nature encyclopédique, le Guanzi, principalement philosophique et politique, renferme des textes sur des sujets variés, tels que l'économie et la topographie. Rangé selon les époques dans les catégories taoïste ou légiste, on y retrouve en fait des idées issues de différents courants. C’est une source précieuse pour l’étude de la philosophie chinoise antique. Le chapitre Nèiyè (« travail interne » 內業) qui traite de l'ascèse et présente des similitudes avec des passages du Dao de jing, a particulièrement retenu l'attention des chercheurs.